# グランプリ・ド・ドナン
グランプリ・ド・ドナン（Grand Prix de Denain）は例年3月下旬、北フランスのドナンで開催される、自転車競技、ロードレースにおけるワンデイレース。
2019年まではUCIヨーロッパツアー1.HCカテゴリ。2020年からUCIプロシリーズ。2017年までは4月下旬に行われていた。

## 歴代優勝者

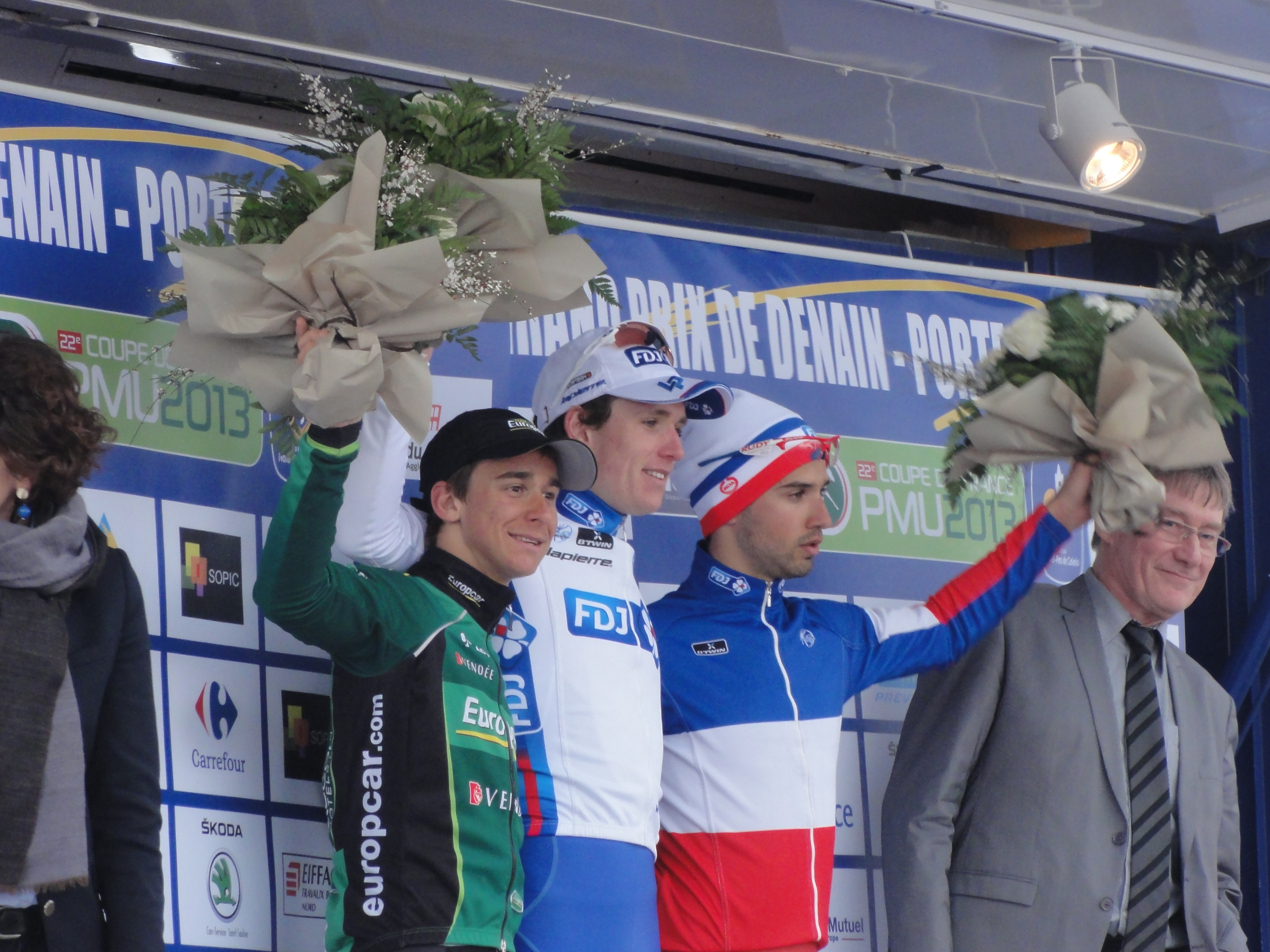
2013年の表彰台 : ブリアン・コカール、アルノー・デマル、ナセル・ブアニ

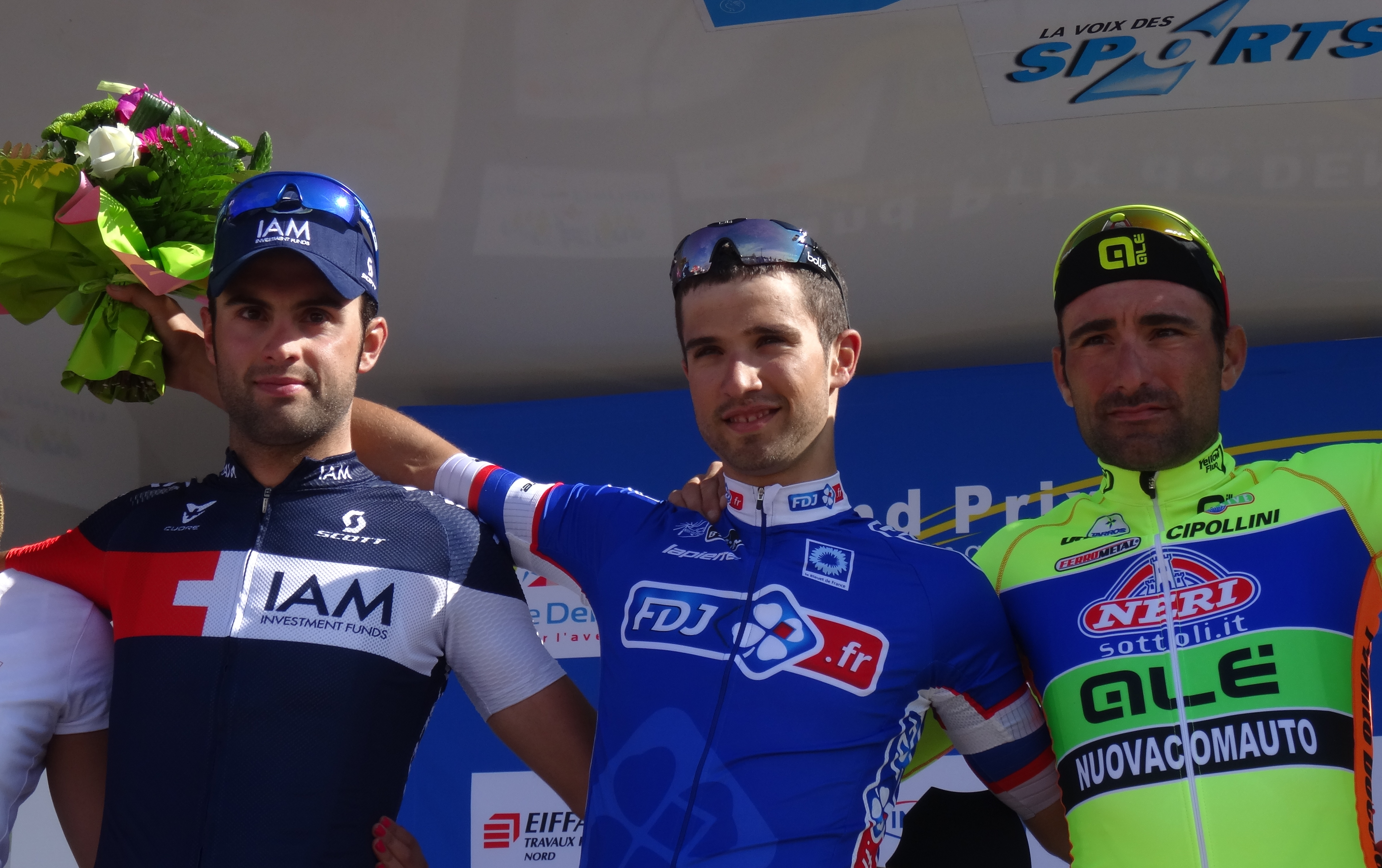
2014年の表彰台 : マッテオ・ペルッキ（2位）, ナセル・ブアニ（優勝）, フランチェスコ・キッキ（3位）